# Алтабаева, Екатерина Борисовна
Екатери́на Бори́совна Алтаба́ева (род. 27 мая 1956, Углич, Ярославская область, РСФСР, СССР) — российский политический деятель. Сенатор Российской Федерации от Законодательного собрания Севастополя с 14 сентября 2019 по 2 октября 2020 года и от исполнительного органа государственной власти города Севастополя со 2 октября 2020 года.  Заместитель председателя Комитета Совета Федерации по науке, образованию и культуре.
Председатель Законодательного собрания Севастополя с 6 сентября 2016 по 14 сентября 2019. Заместитель председателя Законодательного собрания Севастополя (2014—2016).
За поддержку российской войны против Украины находится под персональными международными санкциями всех стран Европейского союза, Великобритании, США, Канады, Швейцарии, Австралии, Японии, Украины, Новой Зеландии.

## Биография
Родилась в Угличе; с 1956 года проживает в Севастополе.
В 1973—1976 годах работала пионервожатой во Всесоюзном пионерском лагере «Артек» им. В. И. Ленина.
С 1982 года, по окончании Симферопольского государственного университета им. М. В. Фрунзе, работала в школе (учитель истории, завуч по внеклассной воспитательной работе).
В 1995—2014 годах — старший преподаватель кафедры истории и социально-гуманитарных наук в Севастопольском городском гуманитарном университете.
С 15 сентября 2014 года — депутат Законодательного собрания Севастополя (избрана по одномандатному избирательному округу № 2), заместитель председателя Законодательного собрания.
С 22 марта по 6 сентября 2016 года исполняла обязанности председателя Законодательного собрания Севастополя.
6 сентября 2016 года утверждена в должности председателя Законодательного собрания Севастополя.
14 сентября 2019 года утратила полномочия председателя Законодательного собрания Севастополя. Новым спикером стал Владимир Немцев.
В тот же день Алтабаева была утверждена членом Совета Федерации Федерального собрания Российской Федерации от Законодательного собрания Севастополя на пять лет. 2 октября 2020 года руководителем города Севастополя был подписан указ о назначении Алтабаевой в Совет Федерации от исполнительного органа государственной власти города Севастополя сроком до 2025 года.
21 июля 2023 года Екатерина Алтабаева, Сергей Цеков (Крым), Сергей Колбин и Ольга Бас (ЛНР) внесли поправки к федеральному закону «О гражданстве Российской Федерации». Поправки предусматривают возможность лишения российского гражданства за нарушение ряда статей Уголовного кодекса, включая «дискредитацию» армии (статья 280.3), публичное распространение «заведомо ложной информации» об использовании ВС РФ (статья 207.3), террористические акты (статья 205), призывы к экстремизму (статья 280, в скором времени в ее состав также будут включены «оправдание» и «пропаганда» экстремизма), дезертирство (статья 338) и другие преступления, их общее число составляет около 80, однако поддержаны они не были.
В мае 2025 года высказалась за запрет игрушек Лабубу.

## Научная деятельность
Разработала учебный курс «История Севастополя и его окрестностей с древнейших времён до середины XX века» («Севастополеведение»).
Автор 6 учебных книг по истории Севастополя, более 40 научных и методических пособий.

## Международные санкции
Из-за нарушения территориальной целостности и независимости Украины во время российско-украинской войны находится под персональными международными санкциями разных стран.
28 января 2020 года была включена в санкционный список всех стран Европейского союза и Монако как Член Совета Федерации «незаконно аннексированного города Севастополь» которая «добивалась дальнейшей интеграции незаконно аннексированного города Севастополь в состав России».
23 марта 2022 года, на фоне вторжения России на Украину, внесена в санкционный список Канады «соратников режима» за содействие в нарушения суверенитета и территориальной целостности Украины.
30 сентября 2022 года внесена в санкционный список Соединенных Штатов Америки «за аннексию Путиным регионов Украины» и одобрения закона о фейках.
По аналогичным основаниям с 3 февраля 2020 года находится под санкциями Австралии. С С 29 сентября 2020 года находится под санкциями Швейцарии. С 31 декабря 2020 года находится под санкциями Великобритании. С 3 мая 2022 года находится под санкциями Новой Зеландии. Указом президента Украины Владимира Зеленского с 7 сентября 2022 года находится под санкциями Украины за «поддержку незаконным попыткам России аннексировать суверенную украинскую территорию путем проведения фиктивных референдумов».

## Награды
- Медаль ордена «За заслуги перед Отечеством» II степени (24 января 2025) — за вклад в развитие парламентаризма, активную законотворческую деятельность и многолетнюю добросовестную работу[14]
- Медаль «В ознаменование 10-летия возвращения Севастополя в Россию» (23 февраля 2024) — за личный вклад в возвращение города Севастополя в Россию и проведение общекрымского Народного референдума
- Почётная грамота Правительства Севастополя (8 января 2024) — за личный вклад в решение задач социально-экономического развития города Севастополя
- Знак отличия «За заслуги перед Севастополем» (13 марта 2019) — за значительный вклад в развитие города Севастополя, становление и совершенствование законодательной системы, активное участие в событиях «Русской весны»
- Отличник образования
- Почётный знак «За заслуги перед городом-героем Севастополем»
- Лауреат севастопольского форума «Общественное признание» (2005)[2].
- Императорская медаль «В память 100-летия Великой войны 1914—1918 гг» (2016)[15]